# Europese kampioenschappen schaatsen 2021
De Europese kampioenschappen schaatsen 2021 vonden op 16 en 17 januari plaats op de ijsbaan Thialf in Heerenveen, Nederland. Het was de eerste van vier internationale wedstrijden in het seizoen 2020–21 in de zogeheten 'bubbel'. Deze wedstrijden in Heerenveen vinden allen zonder publiek plaats.
Er stonden vier toernooien op het programma; het 116e EK allround voor mannen, het 44e EK allround voor vrouwen, en het 3e EK sprint voor mannen en vrouwen. Er doen 76 schaatsers mee uit 16 verschillende landen. Sven Kramer, Antoinette de Jong, Kai Verbij en Vanessa Herzog waren de titelhouders uit 2019. Van deze vier wist Kramer zich niet te plaatsen. De Jong prolongeerde haar allroundtitel terwijl Kramer werd opgevolgd door Patrick Roest die na drie wereldtitels allround zijn eerste Europese titel allround won. Herzog werd opgevolgd door Jutta Leerdam die haar eerste titel won. Verbij viel op de eerste afstand en werd opgevolgd door Thomas Krol die zijn eerste titel won.

## Programma
| Datum      | Tijd      | EK Allround                                             | Tijd      | EK Sprint                                                       |
| ---------- | --------- | ------------------------------------------------------- | --------- | --------------------------------------------------------------- |
| 16 januari | 11.30 uur | 500m vrouwen 500m mannen 3000m vrouwen 5000m mannen     | 15.35 uur | 1e 500m vrouwen 1e 500m mannen 1e 1000m vrouwen 1e 1000m mannen |
| 17 januari | 11.30 uur | 1500m vrouwen 1500m mannen 5000m vrouwen 10.000m mannen | 15.30 uur | 2e 500m vrouwen 2e 500m mannen 2e 1000m vrouwen 2e 1000m mannen |

## Eindpodia
| Kampioenschap    | Goud                         | Zilver                    | Brons                           |
| Mannen allround  | Patrick Roest Nederland      | Marcel Bosker Nederland   | Sverre Lunde Pedersen Noorwegen |
| Vrouwen allround | Antoinette de Jong Nederland | Irene Schouten Nederland  | Martina Sáblíková Tsjechië      |
| Mannen sprint    | Thomas Krol Nederland        | Hein Otterspeer Nederland | Joel Dufter Duitsland           |
| Vrouwen sprint   | Jutta Leerdam Nederland      | Angelina Golikova Rusland | Femke Kok Nederland             |

## Mannen allround

### Startplaatsen/kwalificatie
Doordat de wereldbeker schaatsen 2020/2021 pas na de EK begon, werden de startplaatsen verdeeld aan de hand van de resultaten uit het seizoen 2019/2020.

### Afstandspodia
| Afstand  | 1e                    | 2e                  | 3e                    |
| -------- | --------------------- | ------------------- | --------------------- |
| 500 m    | Sverre Lunde Pedersen | Patrick Roest       | Hallgeir Engebråten   |
| 5000 m   | Patrick Roest         | Nils van der Poel   | Marcel Bosker         |
| 1500 m   | Patrick Roest         | Hallgeir Engebråten | Sverre Lunde Pedersen |
| 10.000 m | Nils van der Poel     | Marwin Talsma       | Patrick Roest         |

### Eindklassement
| Rang   | Schaatser             | Land | 500m       | 5000m        | 1500m        | 10.000m      | Punten  |
| ------ | --------------------- | ---- | ---------- | ------------ | ------------ | ------------ | ------- |
| Goud   | Patrick Roest         | NED  | 36,39 (2)  | 6.10,25 (1)  | 1.45,53 (1)  | 13.03,08 (3) | 147,745 |
| Zilver | Marcel Bosker         | NED  | 36,86 (7)  | 6.15,81 (3)  | 1.46,66 (4)  | 13.16,25 (4) | 149,806 |
| Brons  | Sverre Lunde Pedersen | NOR  | 36,25 (1)  | 6.19,97 (7)  | 1.46,20 (3)  | 13.23,63 (8) | 149,828 |
| 4      | Nils van der Poel     | SWE  | 38,19 (19) | 6.13,03 (2)  | 1.49,60 (14) | 12.42,80 (1) | 150,166 |
| 5      | Hallgeir Engebråten   | NOR  | 36,67 (3)  | 6.22,24 (8)  | 1.46,14 (2)  | 13.17,97 (5) | 150,172 |
| 6      | Bart Swings           | BEL  | 36,94 (8)  | 6.19,73 (6)  | 1.47,11 (5)  | 13.18,08 (6) | 150,520 |
| 7      | Marwin Talsma         | NED  | 37,96 (17) | 6.17,12 (4)  | 1.48,66 (12) | 13.01,07 (2) | 150,945 |
| 8      | Sergej Trofimov       | RUS  | 37,52 (12) | 6.17,60 (5)  | 1.47,37 (6)  | 13.20,53 (7) | 151,096 |
| 9      | Daniil Aldosjkin      | RUS  | 36,70 (4)  | 6.26,93 (11) | 1.47,98 (9)  |              | 111,386 |
| 10     | Andrea Giovannini     | ITA  | 37,19 (10) | 6.24,86 (9)  | 1.48,18 (11) |              | 111,736 |
| 11     | Livio Wenger          | SUI  | 37,10 (9)  | 6.28,43 (13) | 1.47,60 (8)  |              | 111,809 |
| 12     | Gabriel Odor          | AUT  | 36,74 (5)  | 6.38,02 (15) | 1.47,46 (7)  |              | 112,362 |
| 13     | Roeslan Zacharov      | RUS  | 37,85 (14) | 6.27,82 (12) | 1.48,89 (13) |              | 112,928 |
| 14     | Peder Kongshaug       | NOR  | 36,79 (6)  | 6.41,38 (19) | 1.48,02 (10) |              | 112,934 |
| 15     | Szymon Palka          | POL  | 37,26 (11) | 6.32,86 (14) | 1.49,86 (15) |              | 113,166 |
| 16     | Michele Malfatti      | ITA  | 39,11 (20) | 6.26,22 (10) | 1.50,11 (16) |              | 114,435 |
| 17     | Konstantin Götze      | GER  | 37,88 (15) | 6.38,52 (17) | 1.50,73 (17) |              | 114,642 |
| 18     | Artur Janicki         | POL  | 37,64 (13) | 6.38,64 (18) | 1.52,42 (20) |              | 114,977 |
| 19     | Philip Due Schmidt    | DEN  | 38,11 (18) | 6.38,36 (16) | 1.52,24 (19) |              | 115,359 |
| 20     | Jevgeni Bolgov        | BLR  | 37,89 (16) | 6.47,98 (20) | 1.51,61 (18) |              | 115,891 |

## Vrouwen allround

### Startplaatsen/kwalificatie
Doordat de wereldbeker schaatsen 2020/2021 pas na de EK begon, werden de startplaatsen verdeeld aan de hand van de resultaten uit het seizoen 2019/2020.

### Afstandspodia
| Afstand | 1e                 | 2e                   | 3e                 |
| ------- | ------------------ | -------------------- | ------------------ |
| 500 m   | Karolina Bosiek    | Jelizaveta Goloebeva | Antoinette de Jong |
| 3000 m  | Irene Schouten     | Natalja Voronina     | Antoinette de Jong |
| 1500 m  | Antoinette de Jong | Jevgenia Lalenkova   | Joy Beune          |
| 5000 m  | Martina Sáblíková  | Irene Schouten       | Antoinette de Jong |

### Eindklassement
| Rang   | Schaatser              | Land | 500m       | 3000m        | 1500m        | 5000m       | Punten  |
| ------ | ---------------------- | ---- | ---------- | ------------ | ------------ | ----------- | ------- |
| Goud   | Antoinette de Jong     | NED  | 38,89 (3)  | 4.02,19 (3)  | 1.54,83 (1)  | 6.57,72 (3) | 159,303 |
| Zilver | Irene Schouten         | NED  | 39,86 (9)  | 3.57,95 (1)  | 1.57,00 (8)  | 6.55,38 (2) | 160,056 |
| Brons  | Martina Sáblíková      | CZE  | 39,89 (11) | 4.02,31 (4)  | 1.56,17 (4)  | 6.53,22 (1) | 160,320 |
| 4      | Natalja Voronina       | RUS  | 39,91 (12) | 3.58,62 (2)  | 1.58,66 (11) | 7.00,67 (4) | 161,300 |
| 5      | Joy Beune              | NED  | 39,78 (7)  | 4.03,18 (5)  | 1.55,89 (3)  | 7.06,79 (5) | 161,619 |
| 6      | Ragne Wiklund          | NOR  | 40,00 (13) | 4.04,38 (6)  | 1.56,94 (7)  | 7.09,04 (6) | 162,614 |
| 7      | Jelizaveta Goloebeva   | RUS  | 38,84 (2)  | 4.06,09 (8)  | 1.56,64 (5)  | 7.19,16 (7) | 162,651 |
| 8      | Jevgenia Lalenkova     | RUS  | 39,86 (9)  | 4.05,51 (7)  | 1.55,49 (2)  | 7.27,34 (8) | 164,008 |
| 9      | Nikola Zdráhalová      | CZE  | 39,40 (4)  | 4.10,47 (11) | 1.56,87 (6)  |             | 120,101 |
| 10     | Francesca Lollobrigida | ITA  | 39,64 (6)  | 4.07,03 (9)  | 1.58,86 (12) |             | 120,431 |
| 11     | Ida Njåtun             | NOR  | 39,61 (5)  | 4.10,67 (12) | 1.57,31 (9)  |             | 120,491 |
| 12     | Karolina Bosiek        | POL  | 38,68 (1)  | 4.16,51 (16) | 1.59,04 (13) |             | 121,111 |
| 13     | Natalia Czerwonka      | POL  | 39,86 (8)  | 4.12,19 (13) | 1.57,74 (10) |             | 121,137 |
| 14     | Jekaterina Sloeva      | BLR  | 40,31 (14) | 4.14,88 (14) | 2.00,53 (14) |             | 122,966 |
| 15     | Sofie Karoline Haugen  | NOR  | 41,32 (17) | 4.09,35 (10) | 2.00,78 (15) |             | 123,138 |
| 16     | Mareike Thum           | GER  | 40,63 (16) | 4.15,91 (15) | 2.01,10 (16) |             | 123,647 |
| 17     | Linda Rossi            | ITA  | 40,47 (15) | 4.16,86 (18) | 2.02,50 (18) |             | 124,113 |
| 18     | Leia Behlau            | GER  | 41,34 (18) | 4.17,00 (19) | 2.01,31 (17) |             | 124,609 |
| 19     | Kristiine Kalev        | EST  | 41,89 (19) | 4.27,88 (20) | 2.09,74 (19) |             | 129,782 |
| 20     | Magdalena Czyszczoń    | POL  | 42,33 (20) | 4.16,72 (17) | 2.27,28 (20) |             | 134,209 |

## Mannen sprint

### Startplaatsen/kwalificatie
Doordat de wereldbeker schaatsen 2020/2021 pas na de EK begon, werden de startplaatsen verdeeld aan de hand van de resultaten uit het seizoen 2019/2020.

### Afstandspodia
| Afstand  | 1e                | 2e            | 3e              |
| -------- | ----------------- | ------------- | --------------- |
| 1e 500m  | Viktor Moesjtakov | Joel Dufter   | Hein Otterspeer |
| 1e 1000m | Thomas Krol       | Kai Verbij    | Hein Otterspeer |
| 2e 500m  | Kai Verbij        | Artur Nogal   | Artjom Arefjev  |
| 2e 1000m | Thomas Krol       | Mathias Vosté | Joel Dufter     |

### Eindklassement
| Rang   | Schaatser                   | Land | 500m       | 1000m        | 500m       | 1000m        | Punten  |
| ------ | --------------------------- | ---- | ---------- | ------------ | ---------- | ------------ | ------- |
| Goud   | Thomas Krol                 | NED  | 34,90 (4)  | 1.07,49 (1)  | 35,30 (8)  | 1.08,02 (1)  | 137,955 |
| Zilver | Hein Otterspeer             | NED  | 34,85 (3)  | 1.08,27 (3)  | 35,12 (5)  | 1.09,08 (4)  | 138,645 |
| Brons  | Joel Dufter                 | GER  | 34,79 (2)  | 1.08,57 (4)  | 35,23 (6)  | 1.08,93 (3)  | 138,770 |
| 4      | Håvard Holmefjord Lorentzen | NOR  | 35,04 (6)  | 1.09,24 (7)  | 35,29 (7)  | 1.09,22 (5)  | 139,560 |
| 5      | Artur Nogal                 | POL  | 35,02 (5)  | 1.09,85 (12) | 34,94 (2)  | 1.09,94 (9)  | 139,855 |
| 6      | David Bosa                  | ITA  | 35,08 (8)  | 1.09,21 (6)  | 35,68 (14) | 1.09,52 (7)  | 140,125 |
| 7      | Piotr Michalski             | POL  | 35,08 (8)  | 1.09,80 (11) | 35,48 (10) | 1.09,59 (8)  | 140,255 |
| 8      | Mathias Vosté               | BEL  | 35,73 (16) | 1.09,49 (9)  | 35,50 (11) | 1.08,78 (2)  | 140,365 |
| 9      | Marten Liiv                 | EST  | 35,23 (10) | 1.09,99 (14) | 35,93 (17) | 1.09,45 (6)  | 140,880 |
| 10     | Damian Zurek                | POL  | 35,28 (12) | 1.10,78 (18) | 35,42 (9)  | 1.10,91 (11) | 141,545 |
| 11     | Hendrik Dombek              | GER  | 35,83 (17) | 1.09,96 (13) | 35,54 (12) | 1.10,58 (10) | 141,640 |
| 12     | Viktor Lobas                | RUS  | 35,65 (15) | 1.10,31 (16) | 35,83 (16) | 1.11,17 (12) | 142,220 |
| 13     | Viktor Moesjtakov           | RUS  | 34,69 (1)  | 1.09,46 (8)  | 35,09 (4)  | NF           | 104,510 |
| 14     | Artjom Arefjev              | RUS  | 35,49 (14) | 1.10,59 (17) | 34,96 (3)  |              | 105,745 |
| 15     | Ihnat Halavatsjoek          | BLR  | 35,28 (12) | 1.10,25 (15) | 35,58 (13) |              | 105,985 |
| 16     | Nico Ihle                   | GER  | 35,27 (11) | 1.08,93 (5)  | NF         |              | 69,735  |
| 17     | Bjørn Magnussen             | NOR  | 35,06 (7)  | 1.10,78 (18) | DQ         |              | 70,450  |
| 18     | Samuli Suomalainen          | FIN  | 36,51 (18) | 1.13,18 (20) | NS         |              | 73,100  |
| 19     | Kai Verbij                  | NED  | DQ         | 1.08,17 (2)  | 34,58 (1)  |              | 0,000   |
| 19     | Odin By Farstad             | NOR  | DQ         | 1.09,58 (10) | 35,80 (15) |              | 0,000   |

## Vrouwen sprint

### Startplaatsen/kwalificatie
Doordat de wereldbeker schaatsen 2020/2021 pas na de EK begon, werden de startplaatsen verdeeld aan de hand van de resultaten uit het seizoen 2019/2020.

### Afstandspodia
| Afstand  | 1e                | 2e              | 3e             |
| -------- | ----------------- | --------------- | -------------- |
| 1e 500m  | Angelina Golikova | Femke Kok       | Vanessa Herzog |
| 1e 1000m | Jorien ter Mors   | Jutta Leerdam   | Femke Kok      |
| 2e 500m  | Angelina Golikova | Femke Kok       | Jutta Leerdam  |
| 2e 1000m | Jutta Leerdam     | Jorien ter Mors | Femke Kok      |

### Eindklassement
| Rang   | Schaatser              | Land | 500m       | 1000m        | 500m       | 1000m        | Punten  |
| ------ | ---------------------- | ---- | ---------- | ------------ | ---------- | ------------ | ------- |
| Goud   | Jutta Leerdam          | NED  | 37,70 (4)  | 1.14,15 (2)  | 37,61 (3)  | 1.14,00 (1)  | 149,385 |
| Zilver | Angelina Golikova      | RUS  | 37,27 (1)  | 1.14,67 (4)  | 37,42 (1)  | 1.15,66 (5)  | 149,855 |
| Brons  | Femke Kok              | NED  | 37,52 (2)  | 1.14,62 (3)  | 37,48 (2)  | 1.15,12 (3)  | 149,870 |
| 4      | Jorien ter Mors        | NED  | 38,08 (7)  | 1.14,10 (1)  | 38,07 (9)  | 1.14,46 (2)  | 150,430 |
| 5      | Darja Katsjanova       | RUS  | 37,88 (6)  | 1.15,27 (5)  | 37,82 (5)  | 1.15,29 (4)  | 150,980 |
| 6      | Vanessa Herzog         | AUT  | 37,56 (3)  | 1.16,43 (7)  | 37,70 (4)  | 1.17,72 (8)  | 152,335 |
| 7      | Anna Nifontova         | BLR  | 38,22 (9)  | 1.16,76 (8)  | 38,02 (7)  | 1.16,77 (6)  | 153,005 |
| 8      | Kaja Ziomek            | POL  | 38,16 (8)  | 1.17,34 (10) | 37,94 (6)  | 1.17,38 (7)  | 153,460 |
| 9      | Andżelika Wójcik       | POL  | 38,41 (10) | 1.18,15 (11) | 38,43 (10) | 1.18,13 (9)  | 154,980 |
| 10     | Katja Franzen          | GER  | 39,10 (11) | 1.17,30 (9)  | 38,86 (11) | 1.18,36 (10) | 155,790 |
| 11     | Mihaela Hogaș          | ROU  | 39,68 (15) | 1.18,49 (12) | 39,16 (13) | 1.19,14 (12) | 157,655 |
| 12     | Julie Nistad Samsonsen | NOR  | 39,12 (12) | 1.20,43 (15) | 39,04 (12) | 1.19,63 (13) | 158,190 |
| 13     | Stien Vanhoutte        | BEL  | 39,35 (13) | 1.19,55 (13) | 39,40 (14) | 1.20,80 (15) | 158,925 |
| 14     | Martine Ripsrud        | NOR  | 39,60 (14) | 1.20,97 (16) | 39,53 (15) | 1.20,53 (14) | 159,880 |
| 15     | Natalia Jabrzyk        | POL  | 40,46 (16) | 1.19,71 (14) | 40,19 (16) | 1.19,04 (11) | 160,025 |
| 16     | Olga Fatkoelina        | RUS  | 37,78 (5)  | 1.15,64 (6)  | 38,04 (8)  |              | 113,640 |